# Зихерхајтсдинст
Зихерхајтсдинст (  - „Безбедносна служба“) је била обавештајна служба СС-а. Ова организација је била прва обавештајна организација нацистичке партије, која је основана и сматрана је „сестринском организацијом“ Гестапо-а. Између 1933. и 1939, СД је била под руководством безбедносне полиције (Sicherheitspolizei) после чега је стављена под управу Главног државног безбедносног бироа (Reichsicherheitshauptamt). Њен први директор, Рајнхард Хајдрих, намеравао је да СД доведе сваког појединца у домету Трећег рајха под „стални надзор“.

## Историја
СД је основана 1932. од стране Рајнхарда Хајдриха; постала је моћнија након што су нацисти преузели контролу у Немачкој. Била је у одређеном такмичарском односу са јуришним одредима СА (Sturmabteilung) али под својим шефом, Хајдрихом, је 9. јуна 1934. постала једина „партијска информациона служба“. Године 1938. је постала обавештајна служба државе као и партије, подржавајући Гестапо, и сарађујући са администрацијом.
Задатак СД-а је било откривање стварних и потенцијалних непријатеља нацистичког руководства и неутрализација ове опозиције. Да би испунила овај задатак, СД је створила организацију агената и информатора по целом Рајху, а касније и по окупираним територијама. Организација се састојала од неколико стотина агената и неколико хиљада информатора. СД је била агенција за прикупљање информација а Гестапо, и у одређеној мери криминалистичка полиција су биле извршне агенције политичког полицијског система. И СД и Гестапо су у пракси били под контролом Хајнриха Химлера као шефа немачке полиције.
Године 1936. полиција је подељена у полицију за одржавање реда - (Ordnungspolizei ORPO) и безбедносну полицију - (Sicherheitspolizei Sipo). ОРПО се састојала од заштитне полиције - (Schutzpolizei), руралне полиције - (Gendarmerie) и локалне полиције - (Gemeindepolizei). Сипо се састојала од државне криминалистичке полиције - (Reichs Kriminalpolizei, Kripo) и тајне државне полиције - (Geheime Staatspolizei, Gestapo). Хајдрих је постао шеф безбедносне полиције и СД-а.
Сипо (безбедносна полиција) је била централизована у Главном државном безбедносном бироу. Операциони одели СД-а су постали 3. канцеларија - Amt III (осим за спољни обавештајни рад који је био смештен у Amt VI); Гестапо је постао Amt IV а Kripo Amt V. Ото Охлендорф је постављен за шефа 3. управе (Amt III), СД-унутрашња (унутар Немачке); Хајнрих Милер је постављен за шефа 4. управе (Гестапо); Артур Небе је именован за шефа 5. управе; а Валтер Шеленберг је постао шеф 6. управе, СД-спољна (изван Немачке). Касније, током 1944, већи делови Абвера (војна обавештајна служба) су припојени 6. управи.
Хајдрих је био шеф сигурносне полиције и СД (РСХА) док није убијен 1942, после чега је Ернст Калтенбрунер постао шеф. Калтенбрунер је преузео мандат 30. јануара 1943, и остао је на тој позицији до краја рата. СД је проглашена криминалном организацијом после рата, и њеним члановима је суђено као ратним злочинцима у Нирнбергу.

## Организација
СД је била једна од најстаријих безбедносних организација СС-а, а формирана је 1931 Ic-Deinst (Иц-служба) радећи из једне собе и одговарајући директно Хајнриху Химлеру. До 1933, организација је била позната као SD-Amt (СД-биро) а, 1934, је постала основа званичне државне безбедносне организације, Sicherheitspolizei. 1939, СД је подељена у два дела: Inland-SD (унутрашња), и Ausland-SD (спољна) и стављена под команду РСХА (Главни државни безбедносни биро)
До 1941, СД је била организована по следећем принципу:

### Унутрашња-СД
је била одговорна за обавештајни рад и безбедност унутар Немачке, и била је подељена у следеће под одељке:
- Одсек А (закон и правне структуре)
- Одсек Б (расна и етничка питања)
- Одсек Ц (културна и верска питања)
- Одсек Д (индустрија и трговина)
- Одсек Е (високо друштво)

### Спољна-СД
Спољна-СД је била цивилна спољна обавештајна агенција трећег рајха. 1944, Спољна-СД је преузела и све функције Абвера. Спољна-СД је била подељена у следеће одсеке: 
- Одсек А (организација и администрација)
- Одсек Б (шпијунажа на западу)
- Одсек Ц (шпијунажа у Совјетском Савезу и Јапану)
- Одсек Д (шпијунажа у америчкој сфери)
- Одсек Е (шпијунажа у источној Европи)
- Одсек Ф (техничка питања)

### Безбедносне снаге
СД је била главни извор безбедносних снага у окупираним територијама, и СД батаљони су обично стављани под команду СС и полицијских шефова. СД је такође била присутна у свим концентрационим логорима и снабдевала је потребним особљем специјалне организације попут група за инфилтрацију (Einsatzgruppen). СД је такође била примарна агенција, заједно са Ordnungspolizei, задужена да одржава ред и безбедност у Јеврејским гетоима у Пољској. Типична слика СС трупа које јуришају кроз гето, убијајући невине цивиле може бити приписана и СД трупама под командом локалних СС и полицијских шефова.

### Локалне канцеларије
СД је такође држала канцеларије у већим немачким градовима. Мање канцеларије су биле познате под именом SD-Unterabschnitte, а веће су називане SD-Abschnitte. Све СД канцеларије су одговарале локалном команданту познатом као Inspektor des Sicherheitspolizei und SD (инспектор сигурносне полиције и СД-а) који је са друге стране био под двојном командом РСХА и локалних СС и полицијских шефова.